# Kichiku Kyoushi (32sai Dokushin) no Nousatsu Kouza
Kichiku Kyoushi (32-sai Dokushin) no nousatsu kouza (鬼畜教師（32才独身）の悩殺講座) é um maxi single lançado pela banda The Gazette em 30 de agosto de 2002. O maxi single foi vendido somente nas lojas Like An Edison. Em entrevista para a Shoxx magazine o maxi single juntamente com Wakaremichi foram descritos como “músicas que são compostas com sentimentos minuciosamente tristes”.

## Informações
Suas faixas foram usadas em vários outros lançamento do The Gazette, a primeira faixa, "Doro Darake no Seishun" (泥だらけの青春), foi usado no maxi-single "Doro darake no seishun.", no VHS "Shichoukaku shitsu" e nos DVDs "Tokyo saihan ～JUDGMENT DAY～", "Heisei banka", "Heisei banka (Reissue)", "Tokyo Saiban - Judgement Day (Reissue)" e "the GazettE 10th Anniversary The Decade".
A segunda faixa, "Juunanasai" (十七歳), foi incluida no VHS "Shichoukaku shitsu" e nos DVDs "Heisei banka", "Heisei banka (Reissue)".
"Kantou Dogeza Kumiai" (関東土下座組合) foi incluida no VHS "Shichoukaku shitsu" e nos DVDs "Tokyo saihan ～JUDGMENT DAY～", "Heisei banka", "Heisei banka (Reissue)", "Tokyo Saiban - Judgement Day (Reissue)", "Standing Live tour 2006「Nameless Liberty.Six", também presente na versão Limited Edition,  "TOUR 2007-2008 STACKED RUBBISH　GRAND FINALE [REPEATED COUNTLESS ERROR] IN Kokuritsu Yoyogi Kyogiba Daiichi Taiikukan", "Tour 2007-2008 Stacked Rubbish Grand Finale", "The Nameless Liberty At 10.12.26 Tokyo Dome", "the GazettE 10th Anniversary The Decade", "the GazettE live tour 12-13 [DIVISION] FINAL MELT",  também presente na versão Regular Edition e "TOUR09 -DIM SCENE- FINAL AT SAITAMA SUPER ARENA", "the GazettE LIVE TOUR 13-14 MAGNIFICENT MALFORMED"  presente nas versões Regular Edition e Limited Edition.

## Faixas
| N.º | Título                                      | Duração |  |
| 1.  | ""Doro Darake no Seishun" (泥だらけの青春)" | 5:07    |  |
| 2.  | ""Juunanasai" (十七歳)"                     | 7:09    |  |
| 3.  | ""Kantou Dogeza Kumiai" (関東土下座組合)"   | 5:03    |  |